# 20265 Юїнчен
20265 Юїнчен (20265 Yuyinchen) — астероїд головного поясу, відкритий 20 березня 1998 року.
Тіссеранів параметр щодо Юпітера — 3,562.
Названо на честь Юїн Чена, фіналіста конкурсу Intel Science Talent Search 2004 року.